# Stronnictwo "Piast"
De Partij "Piast" (Pools: Stronnictwo "Piast") is een kleine Poolse christendemocratische boerenpartij, die in 2006 is ontstaan als afsplitsing van de Poolse Volkspartij (PSL). Tot 2010 was de partij vertegenwoordigd in beide kamers van het Poolse parlement en ook in het Europees Parlement.

## Geschiedenis
Aan de oprichting van de partij lag een conflict ten grondslag tussen de Europarlementariërs Janusz Wojciechowski, Zdzisław Podkański en Zbigniew Kuźmiuk enerzijds en de partijleiding van de PSL anderzijds. De drie Europarlementariërs waren uit de partij gezet, omdat ze zonder toestemming van de partijleiding van de EVP- naar de UEN-fractie waren overgestapt. Kort daarop maakten Wojciechowski (voorzitter van de PSL in 2004-2005) en Podkański (minister van Cultuur in 1996-1997) bekend een nieuwe partij te willen oprichten onder de naam PSL "Piast", waarmee zij direct aanknoopten bij de vooroorlogse partij van Wincenty Witos, die van 1918 tot 1931 had bestaan. De partij werd onder deze naam geregistreerd, maar moest deze in augustus 2007 veranderen nadat de PSL hiertegen in beroep was gegaan. Vanaf dat moment heette de partij officieel Stronnictwo "Piast". Tijdens het eerste congres van de partij op 23 september 2007 in Lublin werd Zdzisław Podkański tot voorzitter gekozen.
De PSL "Piast" ging al vroeg samenwerken met de partij Recht en Rechtvaardigheid (PiS). Bij de parlementsverkiezingen van 2007 leverde dit de partij twee senatoren op, beiden gekozen als kandidaten van de PiS. De partij behaalde in eerste instantie geen zetels in de Sejm, maar kwam later als gevolg van de Europese verkiezingen in 2009 en de Vliegramp bij Smolensk in 2010 alsnog met twee leden in de Sejm terecht.
In het Europees Parlement groeide de fractie van "Piast" tot vijf leden, doordat in 2007 en 2008 ook twee voormalige Europarlementariërs van Samoobrona toetraden. In 2009 trad Kuźmiuk uit de partij en sloot zich aan bij de PiS. In hetzelfde jaar ging "Piast" samenwerken met de partij Polen Vooruit (Naprzód Polsko). In de Europese verkiezingen van 2009 namen beide partijen deel aan de door de Liga van Poolse Gezinnen gedomineerde formatie Libertas Polska, die echter niet over de kiesdrempel wist te komen. Wel werd Janusz Wojciechowski op de lijst van de PiS in het Europees Parlement herkozen.
Bij de presidentsverkiezingen van 2010 stelde Piast aanvankelijk partijvoorzitter Zdzisław Podkański kandidaat, maar deze zou zich uiteindelijk terugtrekken. Op 15 november 2010 stappen alle vijf de parlementsleden van Piast over naar de PiS. Sindsdien heeft de partij op landelijk niveau geen rol van betekenis meer gespeeld. Wel beschikt de partij nog over een aantal zetels in provincie-, districts- en gemeenteraden. Bij de parlementsverkiezingen van 2015 was Podkański kandidaat namens de PiS, maar wist geen zetel te bemachtigen.